# Brewster SBA
Die Brewster SBA war das erste komplette Flugzeug, das von der Brewster Aeronautical Corporation 1934 konstruiert und gebaut wurde.
Bei diesem Modell handelte es sich um einen zweisitzigen Aufklärer/Bomber, der von Flugzeugträgern der US Navy aus zum Einsatz kommen sollte.

## Entwicklung
Der Prototyp Brewster XSBA-1 (Bezeichnungssystem der US Navy) war ein Mitteldecker in Ganzmetallkonstruktion mit stoffbespannten Steuerflächen. Um die Landung auf Flugzeugträgern zu vereinfachen, wurden die Tragflächen mit Flügelklappen ausgestattet. Neben einem einziehbaren Spornradfahrwerk wies das Muster als Besonderheit einen in den Rumpf integrierten internen Bombenschacht auf.
Der Erstflug der Brewster XSBA-1 fand am 15. April 1936 statt. Als Triebwerk kam beim Prototyp ein 750 PS (559 kW) leistender Wright R-1820-4 Cyclone-Sternmotor zum Einsatz. Die anschließenden Flugtests ergaben, dass ein stärkerer Motor notwendig war, um eine ausreichende Leistung zu erzielen.
1937 wurde deshalb ein 950 PS (708 W) starker Wright XR-1820-22 Cyclone installiert.
Nach erfolgreich abgeschlossenen Tests zögerte die US Navy nicht länger einen Produktionsauftrag zu erteilen. Aufgrund unzureichender Fertigungskapazitäten bei der Brewster Aeronautical Corporation wurde entschieden, die 30 bestellten Flugzeuge in der Naval Aircraft Factory (NAF) in Philadelphia, Pennsylvania, herzustellen.
Das bei der NAF gebaute Serienmodell erhielt die US-Navy Bezeichnung SBN-1. Der Auslieferungszeitraum erstreckte sich bis März 1942.
Zu diesem Zeitpunkt standen der US Navy endlich modernere Konstruktionen zur Verfügung und die Produktion der SBN-1 wurde eingestellt.

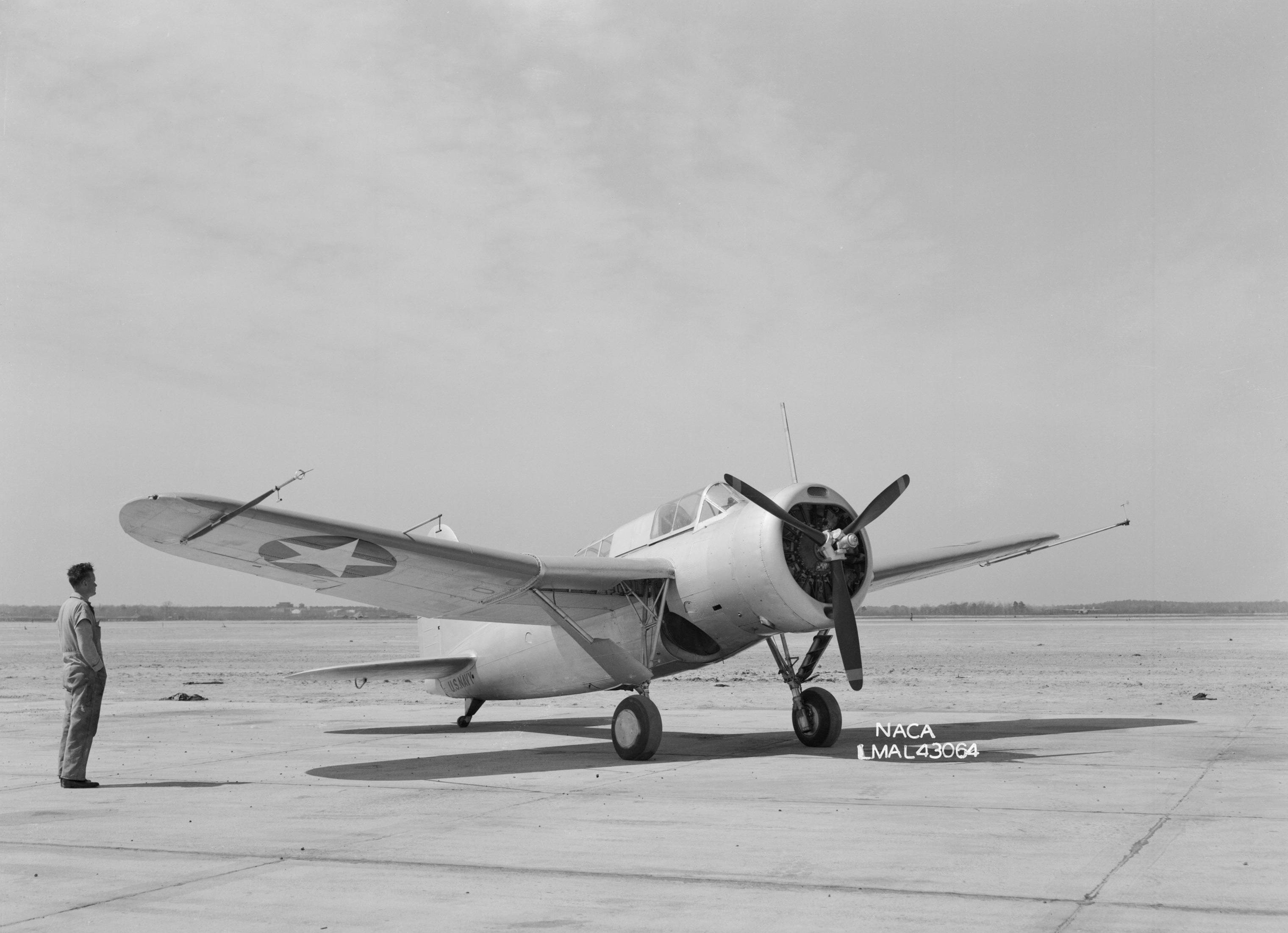
Die XSBA-1 1945 als Testflugzeug beim NACA

## Einsatz
Nach ihrer Indienststellung wurden die NAF SBN-1 bei der US Navy Squadron VB-3 eingesetzt. Danach folgte eine Verwendung als Schulflugzeug, wobei die US Navy Torpedobombereinheit VT-8 die SBN-1 zur Schulung an Bord der Hornet einsetzte.

## Technische Daten
| Kenngröße             | Daten |
| --------------------- | --- |
| Besatzung             | 2 |
| Länge                 | 8,43 m |
| Spannweite            | 11,89 m |
| Höhe                  | 2,62 m |
| Leermasse             | 1851 kg |
| max. Startmasse       | 3066 kg |
| Reisegeschwindigkeit  | ? km/h oder kts |
| Höchstgeschwindigkeit | 409 km/h |
| Dienstgipfelhöhe      | 8625 m |
| Reichweite            | ? km oder NM |
| Triebwerke            | 1 × Wright XR-1820-22 Cyclone Sternmotor mit 950 PS (708 kW)                                                                                         |
| Bewaffnung            | ein vorwärtsfeuerndes, starr eingebautes 12,7-mm-Maschinengewehr (MG), ein beweglich montiertes 7,62-mm-MG im hinteren Cockpit, bis zu 227 kg Bomben |